# بخش گورهام (شهرستان فولتون، اوهایو)
بخش گورهام (به انگلیسی: Gorham Township) یک منطقهٔ مسکونی در ایالات متحده آمریکا است که در شهرستان فولتن، اوهایو واقع شده‌است.
 بخش گورهام ۱۱۲٫۸ کیلومتر مربع مساحت و ۲٬۲۶۰ نفر جمعیت دارد و ۲۳۰ متر بالاتر از سطح دریا واقع شده‌است.